# Sítio Arqueológico do Lajedo de Soledade

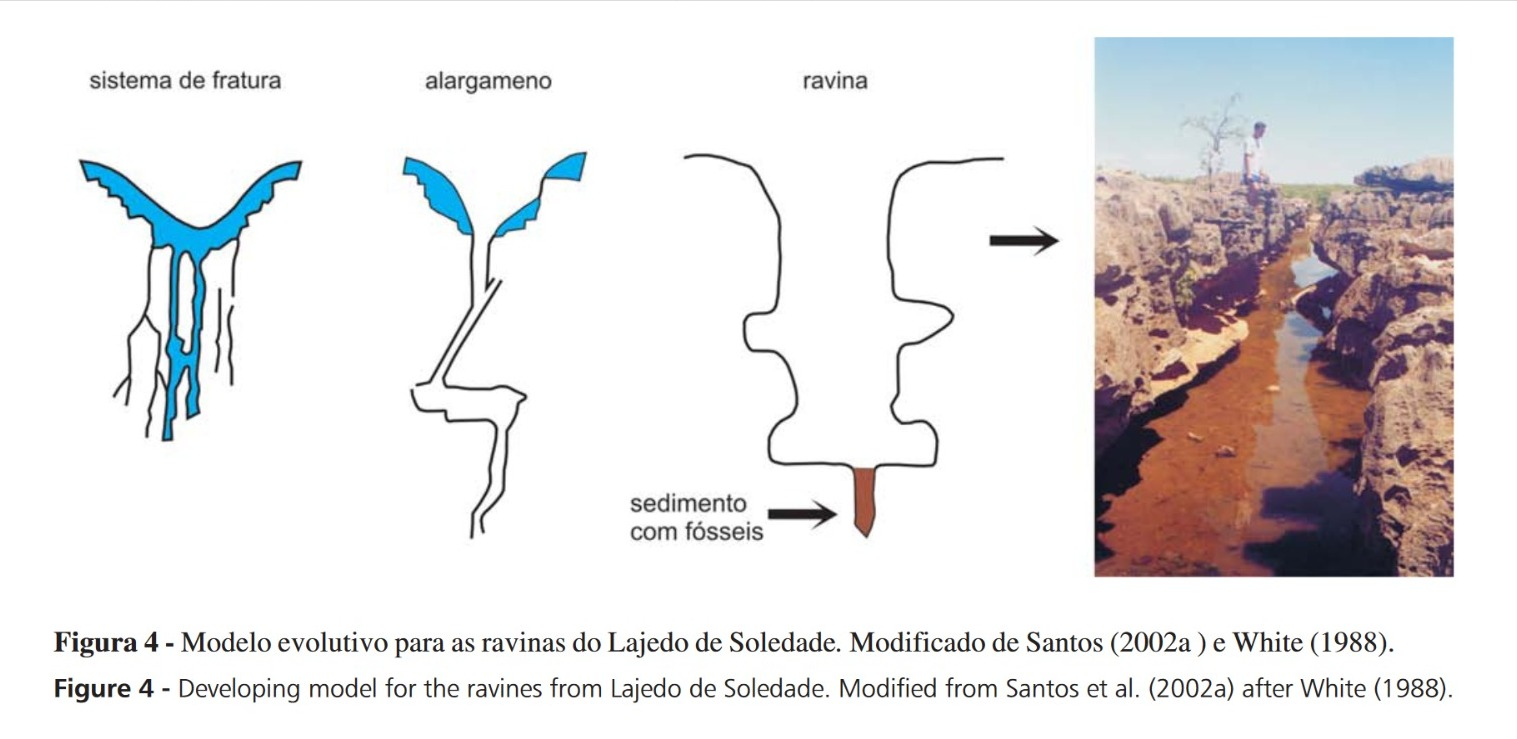
Formação de ravina no lajedo de soledade.

O Sítio Arqueológico do Lajedo de Soledade está localizado na Chapada do Apodi no município de Apodi, no estado do Rio Grande do Norte. É a maior exposição de rocha calcária da Bacia Potiguar. Suas ravinas e cavernas abrigam pinturas rupestres e fósseis de animais da era glacial. O tamanho total do Lajedo corresponde a uma área de aproximadamente 3 km², formada no período Cretáceo Superior, conhecida também como Formação Jandaíra. Esta rocha formou-se há aproximadamente 90 milhões de anos, quando um mar raso cobria a região. Posteriormente, com o soerguimento da área e consequente recuo do mar, chuvas e correntes esculpiram o calcário, criando cavernas, fendas e abrigos. Este conjunto de estruturas acumula, durante a estação chuvosa, grande quantidade de água, o que tem atraído, desde tempos imemoriais, tanto enormes animais da fauna pleistocênica como, mais recentemente, o homem pré-histórico.

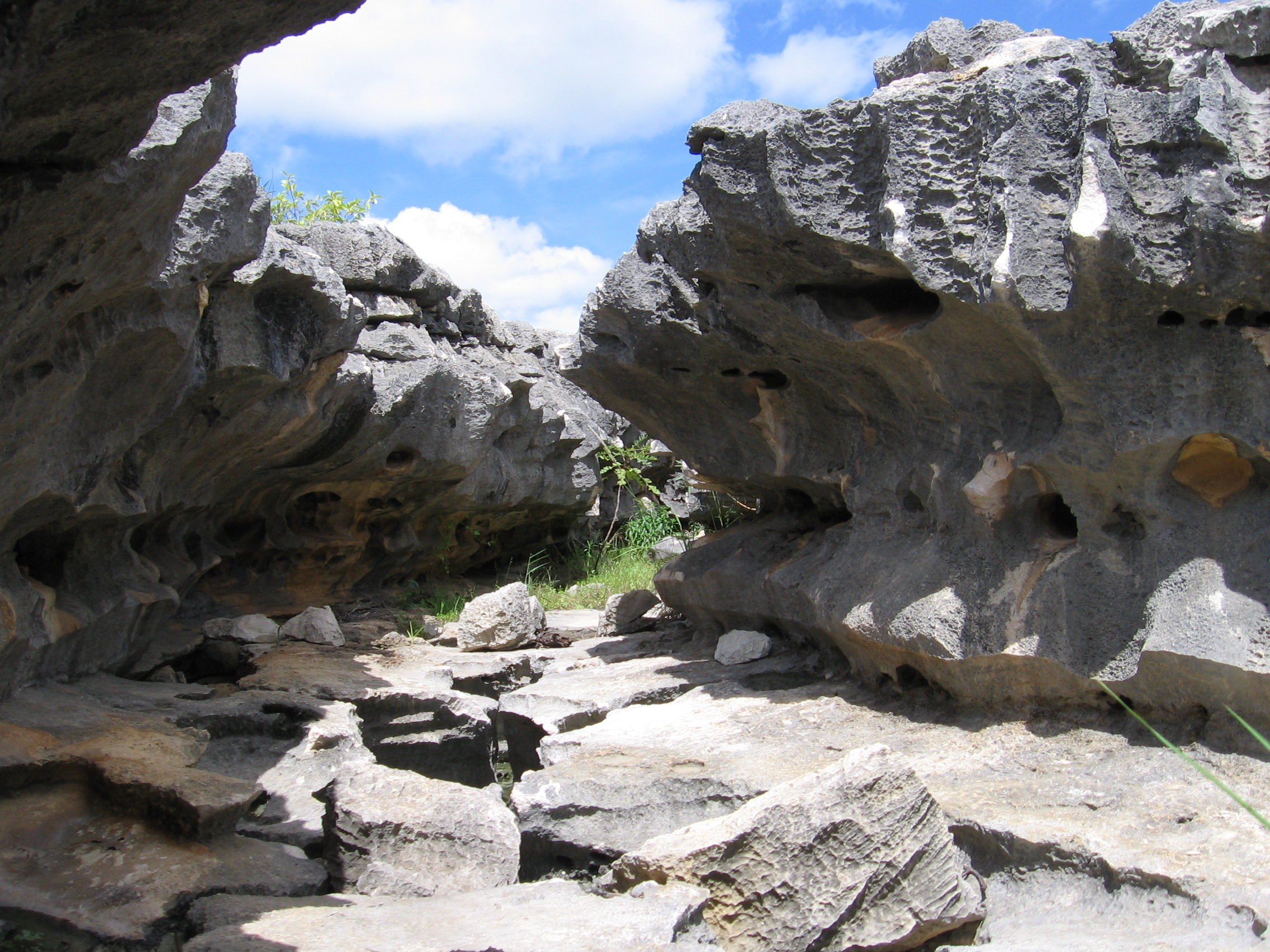
Ravinas do Lajedo de Soledade.

As ravinas mais significativas do ponto de vista paleontológico, arqueológico ou paisagístico receberam denominações locais específicas, como a ravina do Urubu, ravina da Dodora, ravina do Peninha e ravina do Leon. Esta última constituiu o principal ponto de coleta de material paleontológico do Lajedo. As áreas que estão localizadas essas ravinas foram divididas em 3 áreas que são protegidas como área ambiental.  
Segundo Adailton Targino, presidente da Fundação dos Amigos do Lajedo de Soledade (FALS), entidade que mantém o local, conta que mais de 90% das pessoas que visitam o Lajedo são estudantes secundaristas e universitários do Rio Grande do Norte, Ceará, Paraíba e Pernambuco. "Em média, recebemos de 600 a 700 visitas/mês. Temos estrutura para receber até dois mil/mês, se for feita reserva". 

## Arqueologia

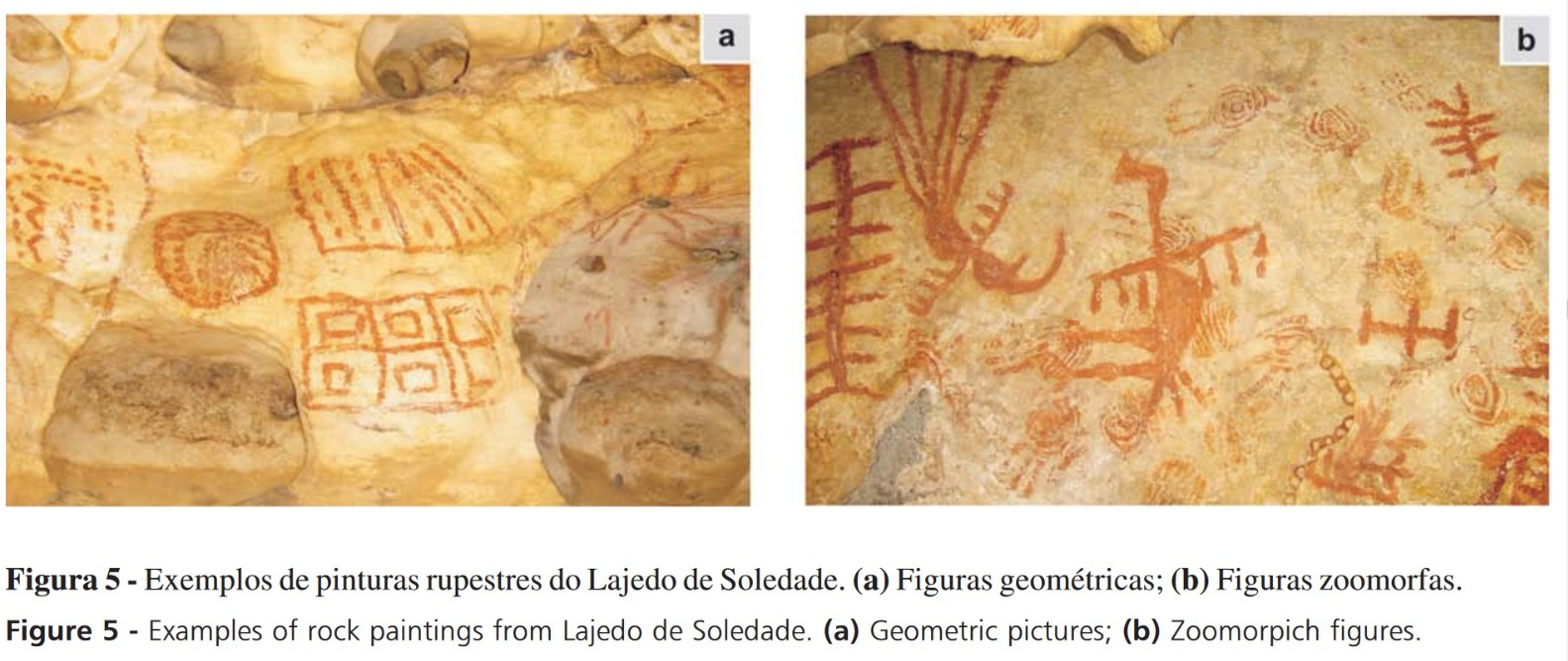
Pinturas rupestres lajedo de soledade.

Três tipos de vestígios arqueológicos foram identificados no Lajedo de Soledade: fragmentos cerâmicos, material lítico da fase da pedra polida e registros rupestres. Os fragmentos cerâmicos apresentam quatro técnicas de decoração plástica: ungulado, escovado, corrugado e inciso. Quanto ao processo de manufatura da cerâmica, foi identificada a técnica do acordelado.
Os vestígios arqueológicos mais abundantes no Lajedo de Soledade são os registros rupestres, que aparecem com duas tipologias diferentes: as pinturas (efetuadas em 30 áreas do Lajedo) e as gravuras (efetuadas em 26 áreas do Lajedo). As pinturas foram elaboradas predominantemente na cor vermelha, aparecendo de forma minoritária as cores amarela e preta. Foram utilizadas cinco técnicas de execução: utilizando a ponta dos dedos, pequenos galhos de vegetais, pincéis primitivos, bastões de ocre ou carvão e com as mãos carimbadas.

As pinturas, com representações temáticas voltadas predominantemente para a elaboração de grafismos puros (registro rupestre que não permite qualquer tipo de interpretação devido a distância temporal) e raras manifestações zoomorfas, podem ser vistas somente em determinadas ravinas do Lajedo, que teriam sido preparadas previamente com a quebra de suas bordas.

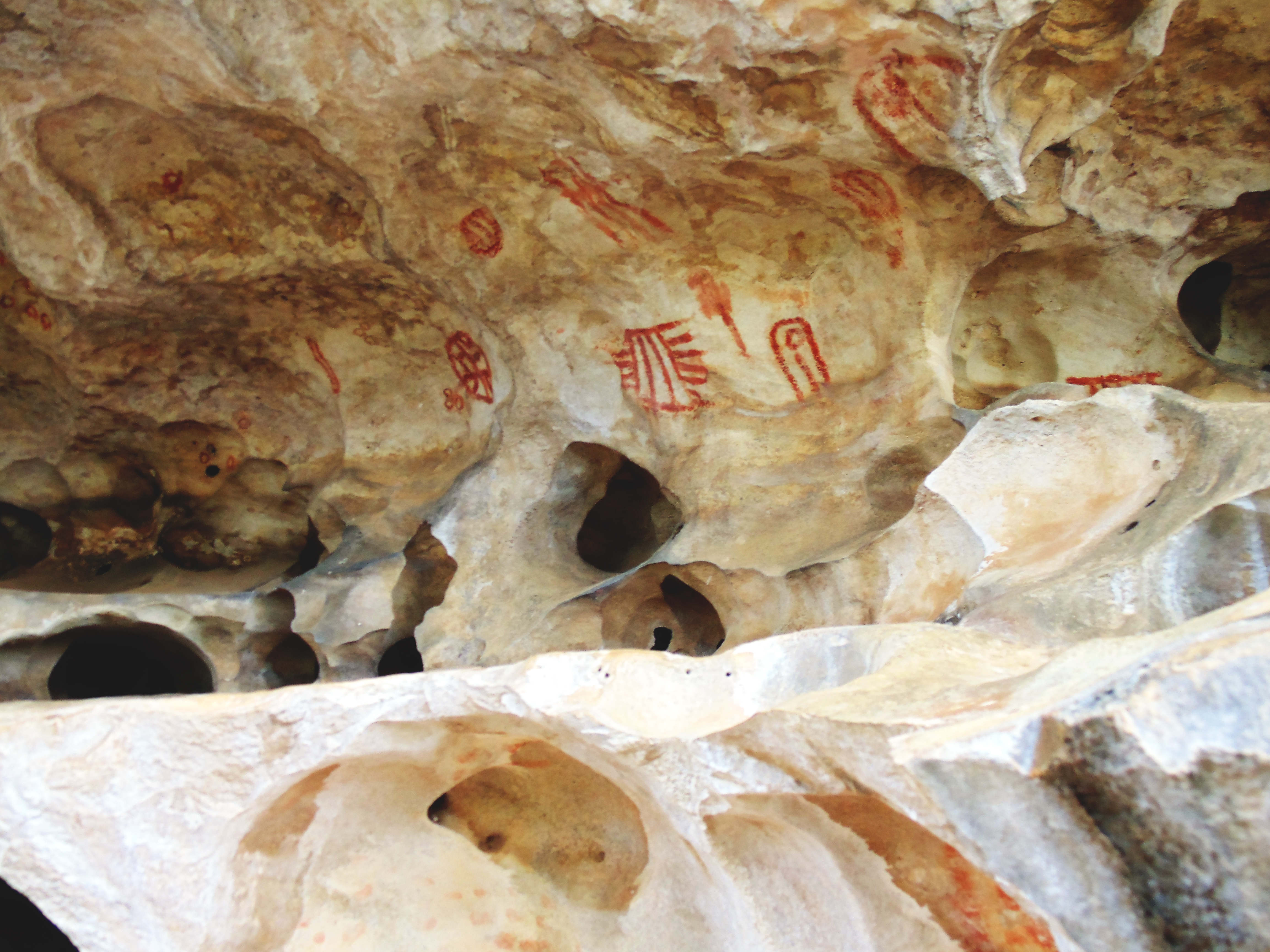
Cavernas e painéis com arte rupestre do Lajedo de Soledade.

O que reforça a hipótese do uso cerimonial desse local é a sua característica sazonal: o Lajedo de Soledade não foi um local de habitação permanente dos autores das pinturas, pois as ravinas estão sujeitas a inundações durante o período invernoso, sendo possível a sua visitação apenas em determinados períodos do ano.
Outra possibilidade é que a região coberta por "labirintos" naturais de rocha pudesse ajudar a emboscar presas nas atividades de caça desses grupos. 
Quanto ao material lítico localizado nas escavações, foram coletados poucos artefatos da fase da pedra polida, indicando a presença na região de grupos pré-históricos que praticavam a agricultura. Assim como os fragmentos cerâmicos, podem ter sido carreados pelas águas das chuvas, não permitindo qualquer tipo de correlação cronológica com os grupos autores dos registros rupestres.  Tendo a agricultura sido introduzida no Nordeste há 5000 anos atrás, tem-se, provisoriamente, que este sítio teria uma idade máxima desta magnitude.

## Paleontologia

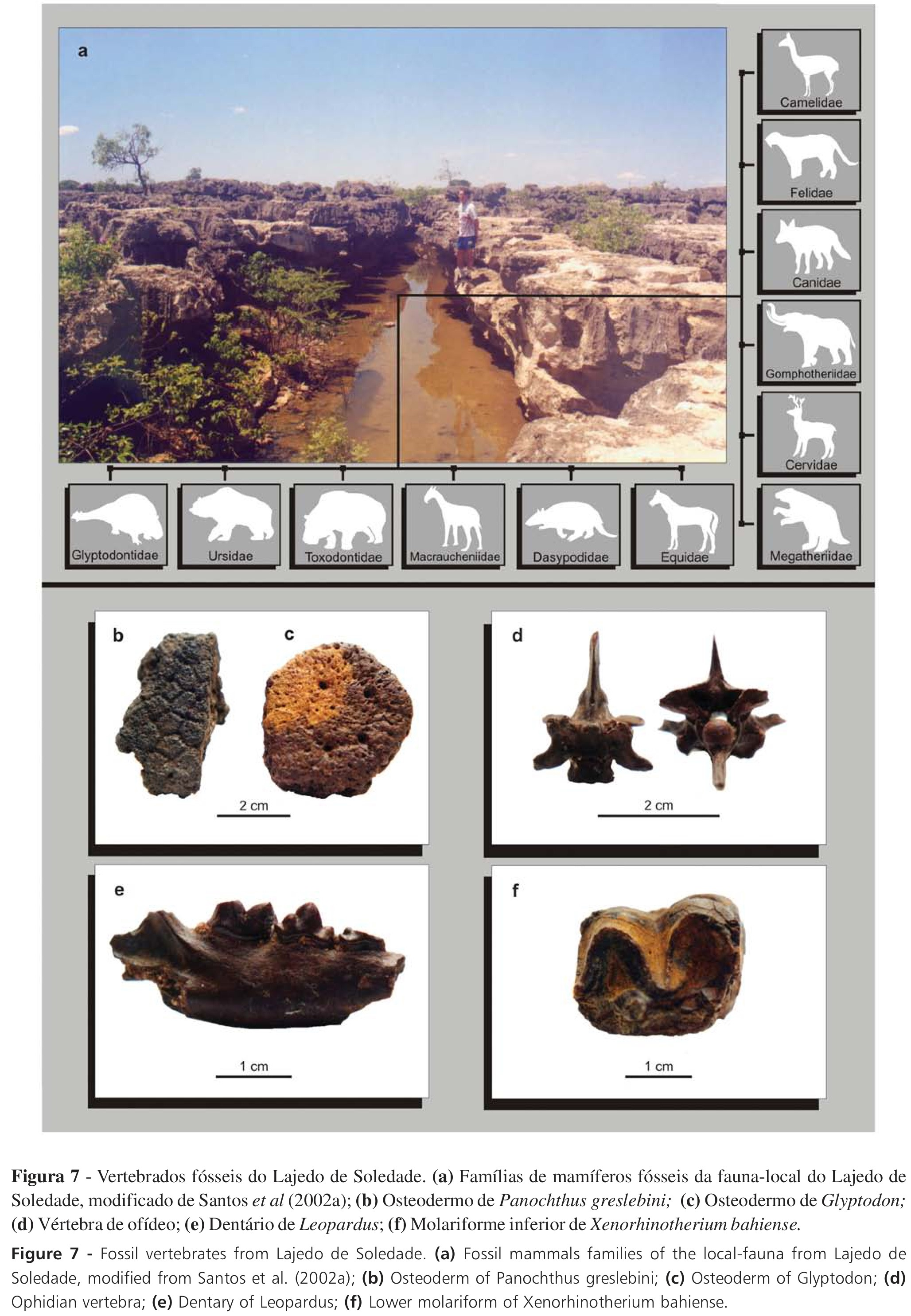
Fosseis e formação rochosa do lajedo soledade.

Nas paredes e pavimentos de algumas ravinas e ao longo da superfície do Lajedo, podem ser encontrados icnofósseis do icnogênero Thalassinoides, bem como restos de gastrópodes, equinodermos e dentes de peixes, testemunhos da rica fauna marinha existente durante a deposição dos carbonatos da Formação Jandaíra. Os vestígios paleontológicos incluem restos de vertebrados quaternários, principalmente mamíferos, ocorrentes nos sedimentos clásticos que preenchem as ravinas.
A pesquisa paleontológica, a cargo da equipe do professor Leon Diniz Dantas de Oliveira (Universidade Federal do Rio Grande do Norte, Departamento de Geologia), realizou escavações em janeiro de 1993, tendo sido encontrado farto material fóssil, representativo de diversos animais da megafauna do Pleistoceno, entre eles: preguiças e tatus gigantes, mastodontes, toxodontes, onças, cães, cavalos, répteis, etc.

## Preservação e a História do Sítio

### "Dodora" e as medidas de proteção para o Sítio
A mineração artesanal do calcário, com a finalidade de produzir cal, é praticada por boa parte da população da Vila de Soledade e representa, junto com a agricultura (praticada somente na estação chuvosa), a principal atividade econômica da região.
Entre 1987 e 1990, geólogos da Petrobrás realizaram diversas visitas ao local, já que este demonstrou ser um ótimo exemplo de reservatório carbonático. A cada nova visita à área, notava-se um maior avanço da frente de lavra, que além de destruir o registro geológico, ainda ameaçava seriamente os sítios arqueológicos e paleontológicos. Visitantes eventuais também promoviam atos de vandalismo, riscando ou queimando as pinturas.
Maria Auxiliadora da Silva Maia é uma cidadã apodiense que conheceu a arte rupestre do sítio quando criança, na década de 1960, através de uma excursão escolar guiada pelo padre Pedro Nerds. A mesma se tornou o maior símbolo de resistência e luta contra a destruição do lajedo. Em 1974 se tornou professora do estado e atuou dentro da sala de aula para conscientizar os estudantes da importância de preservar esse registros milenares para a posteridade. Em 1978 vendeu o próprio carro para bancar a produção de 30 mil unidade de cartões postais voltados a tarefa da conscientização. Como homenagem aos mais de 12 anos de trabalho solitário em prol da preservação do lajedo, um dos painéis hoje leja seu nome, a Ravina Dodora.

### Histórico da iniciativa pela preservação do lajedo

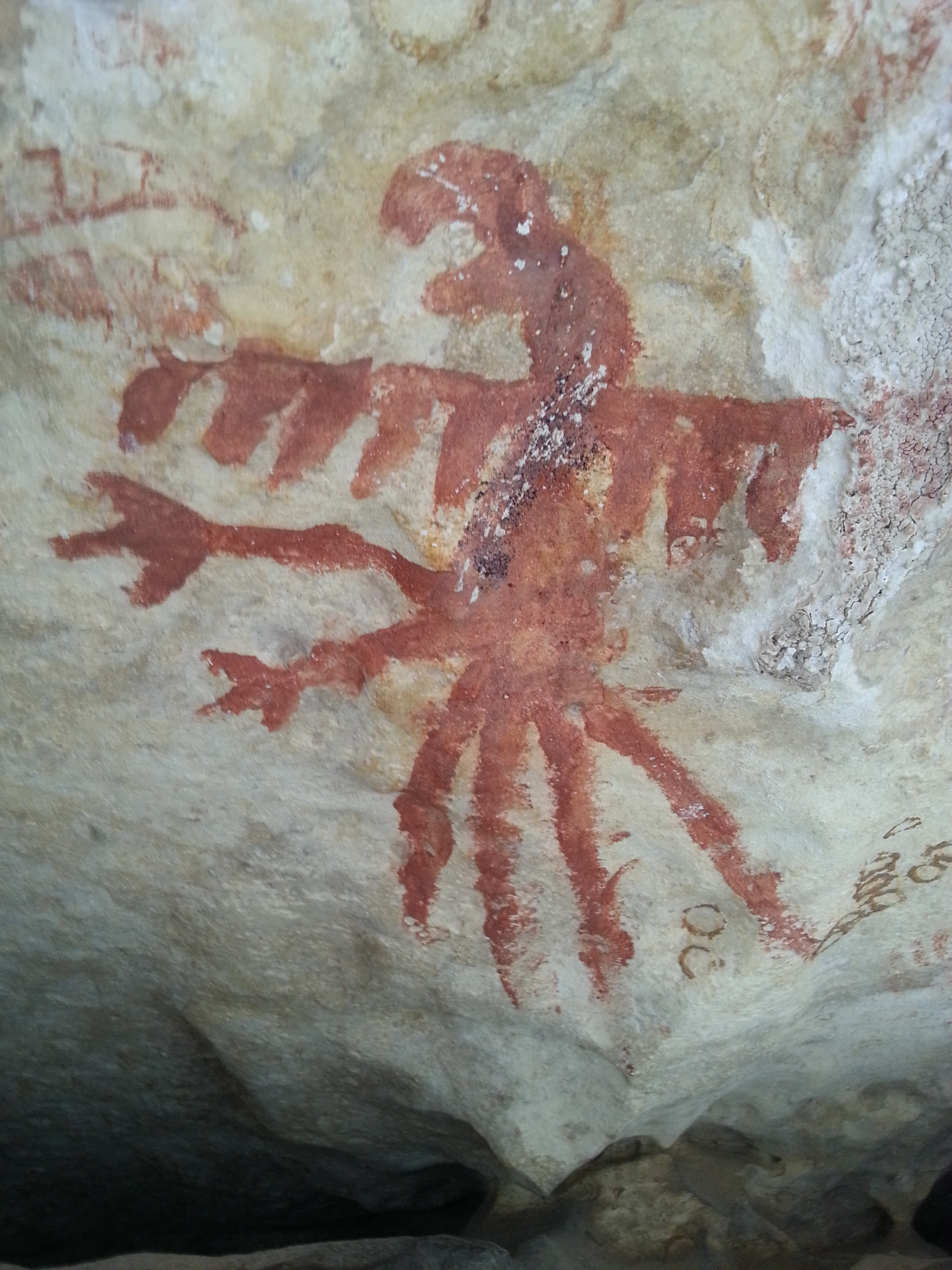
Desenho da arara, a pintura rupestre mais famosa do Lajedo de Soledade.

Em fevereiro de 1991 a destruição tomou tal magnitude que motivou um grupo de ambientalistas de Natal para realizar uma "missão de salvamento" ao Lajedo de Soledade. A intenção era ministrar uma palestra aos habitantes da vila anexa ao Lajedo, na tentativa de conscientizá-los sobre a importância paisagística e cultural do mesmo, alertando-os para um possível aproveitamento econômico do local como pólo de atração de ecoturismo. Cientes de que a interrupção da atividade de mineração era inviável, o grupo tentaria ao menos direcioná-la para áreas de menor interesse. Desta "missão", participaram os geólogos Bagnoli e Gusso, David Hasset (conhecido ambientalista do Rio Grande do Norte), Francisco William Junior (espeleólogo), além da advogada apodiense Maria Auxiliadora da Silva Maia, que já há alguns anos vinha travando uma luta solitária pela preservação do Lajedo.
A receptividade, por parte das quase 300 pessoas que assistiram a palestra, foi muito boa. Muitas delas manifestaram seu apoio às ideias do grupo. No dia seguinte, já auxiliados pela população, procedeu-se a seleção das áreas a serem preservadas, pelo critério de apresentarem vestígios arqueológicos e paleontológicos, ou feições geológicas dignas de monta. Este trabalho revelou a presença de um grande número de locais contendo pinturas, até então desconhecidas, distribuídos em três áreas, totalizando nove hectares.
Tendo em vista a alta receptividade alcançada com a palestra e trabalhos iniciais, e visando não frustrar a expectativa criada junto a população, retornou-se para uma segunda campanha de campo no Carnaval de 1991. Num espaço de cinco dias de intensos trabalhos, auxiliados pela população local, foram realizadas as seguintes tarefas: 
- Delimitação e mapeamento preliminar das três áreas selecionadas para preservação;

- Limpeza e sinalização de trilha turística;
- Treinamento de 23 crianças, das quais se selecionou 10, para atuarem como guias turísticos;
- Limpeza e coleta de lixo na área das Araras (realizada pelos guias-mirins);
- Montagem de um pequeno museu/biblioteca com livros e peças arqueológicas e paleontológicas doadas pelo geólogo Bagnoli e membros da comunidade, além de posters ecológicos e estante metálica doados pela Petrobrás;
- Fundação da Associação Amigos do Lajedo de Soledade (AALS, constituída fundamentalmente e intencionalmente por pessoas de Soledade e Apodi, numa tentativa de repassar a responsabilidade pela preservação do Lajedo às pessoas do local. O grupo de Natal, que desencadeou o processo, constituiu o Conselho Científico, para cuja presidência foi eleito o geólogo Bagnoli.[3]

Em março de 1992, a fim de se tornar juridicamente apta a firmar um contrato com o Serviço de Comunicação (SERCOM), a AALS transformou-se em Fundação, passando a se denominar Fundação Amigos de Soledade (FALS). Com a concretização do patrocínio da Petrobrás, a FALS agiu para conduzir os serviços necessários à preservação e estudo do lajedo. Cercas foram criadas para delimitação física das três áreas (construção de 2500m de cercas) e construção do centro/Museu de visitação turística com 95m², finalizado em março de 1993.